# 佐賀県道・福岡県道19号諸富西島線
佐賀県道・福岡県道19号諸富西島線（さがけんどう・ふくおかけんどう19ごう もろどみにしじません）は、佐賀県佐賀市から福岡県大川市などを経由して、佐賀県三養基郡みやき町に至る県道（主要地方道）である。

## 概要
佐賀県佐賀市諸富町大字諸富津から福岡県大川市などを経由して、佐賀県三養基郡みやき町大字西島に至る。起点および終点は佐賀県だが、並行する筑後川の北側を通る際に福岡県と佐賀県の県境を通過するため、福岡県道にも指定されている。
筑後川の対岸、久留米市から大川市にかけて、福岡県道47号久留米城島大川線が通る。

### 路線データ
- 起点：佐賀県佐賀市諸富町大字諸富津（諸富橋西交差点、国道208号交点、国道444号終点、佐賀県道401号佐賀環状自転車道線上）
- 終点：佐賀県三養基郡みやき町大字西島（国道264号交点）

## 歴史
- 1993年（平成5年）5月11日 - 建設省から、県道諸富西島線が諸富西島線として主要地方道に指定される[1]。

## 路線状況

### 重複区間
- 佐賀県道401号佐賀環状自転車道線（佐賀県佐賀市諸富町大字諸富津・諸富橋西交差点（起点） - 佐賀市諸富町大字徳富・徳富大橋交差点）

### 道路施設

#### 橋梁
- 佐賀県
  - 徳富大橋（佐賀江川、佐賀市）
  - 崎村橋（田手川、神埼市 - 福岡県久留米市）
- 福岡県
  - 江見手橋（切通川、久留米市）
- 佐賀県
  - 小田橋（三養基郡みやき町 - 福岡県久留米市）

## 地理

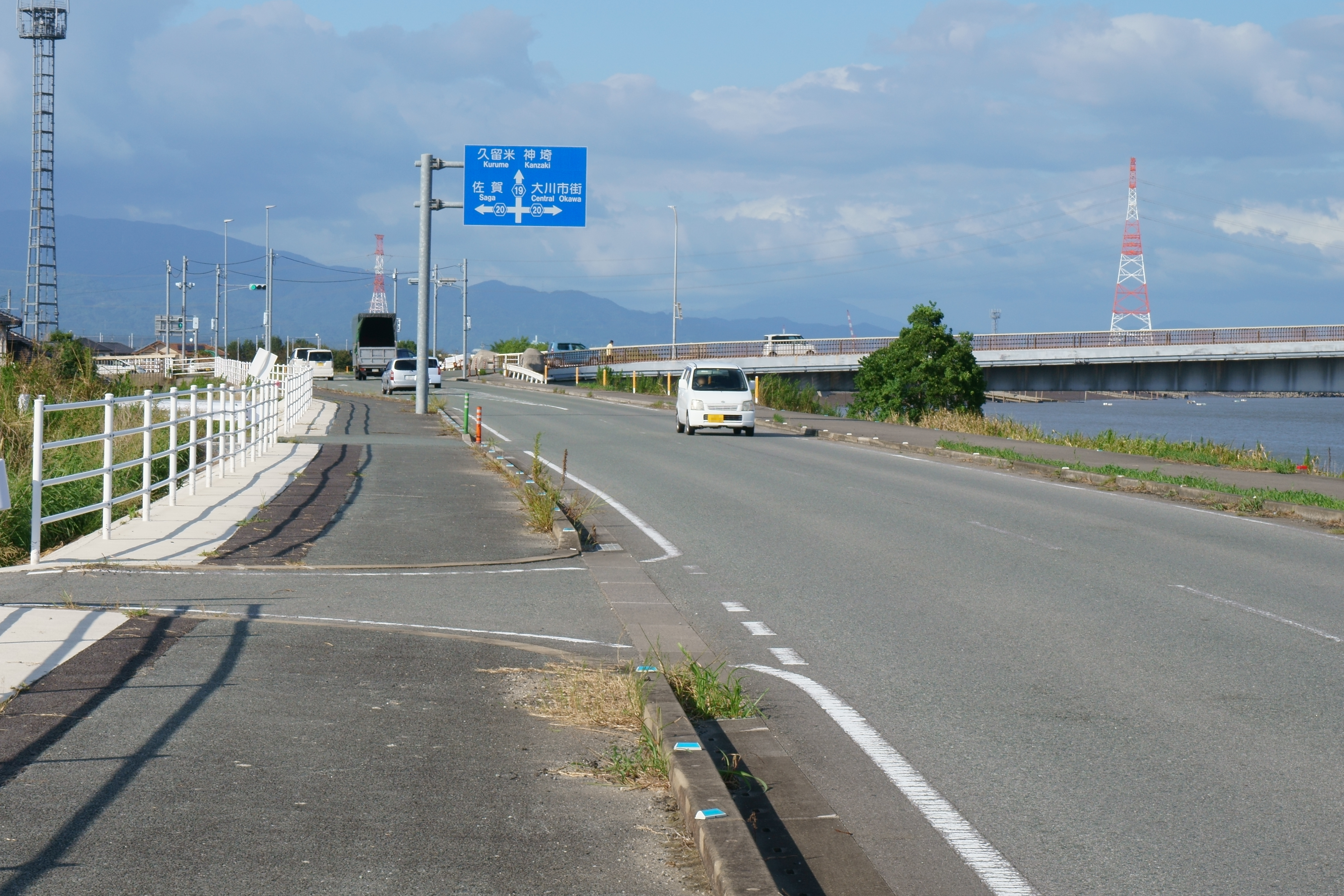
福岡県大川市大字道海島
鐘ヶ江大橋付近

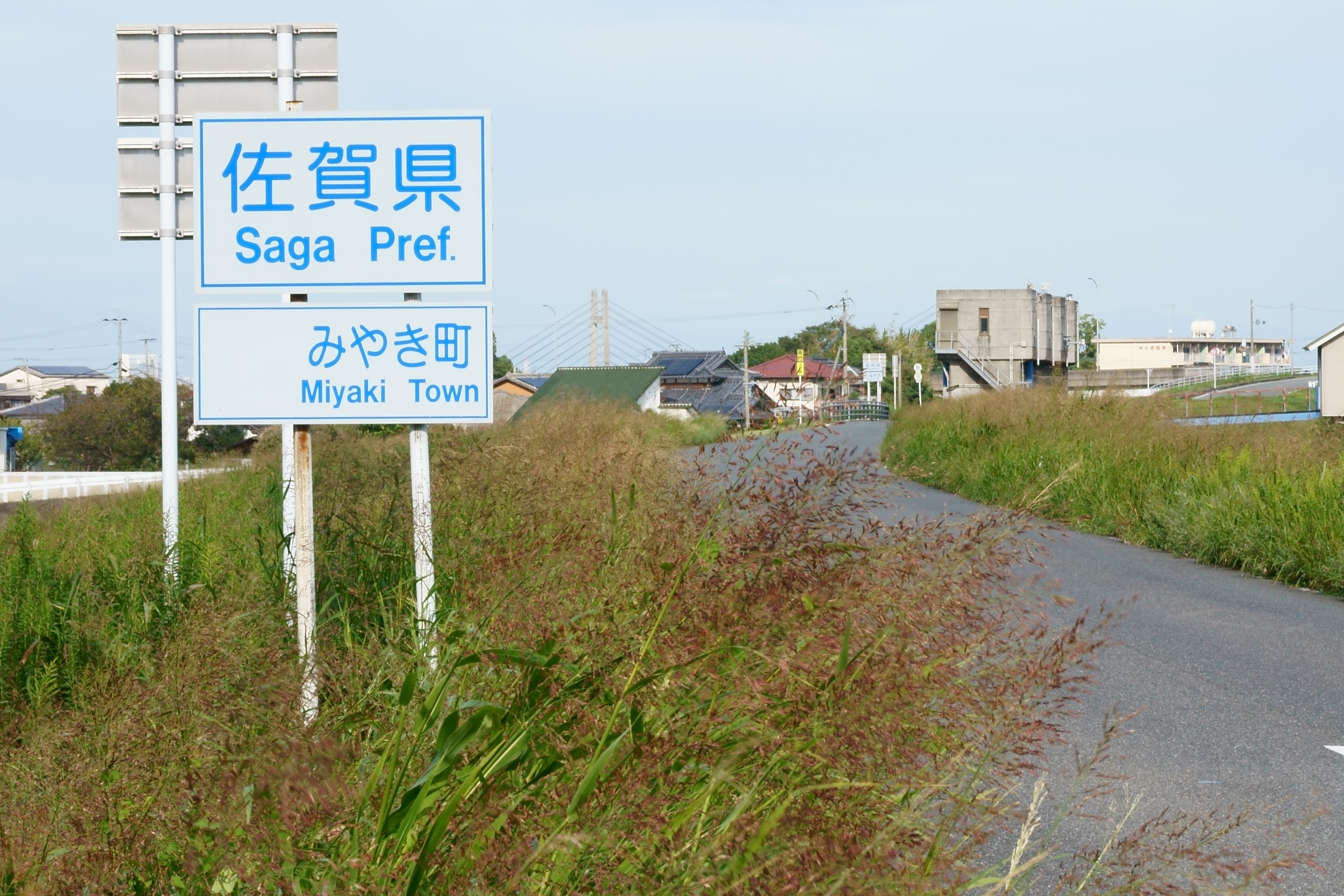
県境
佐賀県三養基郡みやき町東津 - 久留米市城島町下田

### 通過する自治体
- 佐賀県
  - 佐賀市
- 福岡県
  - 大川市
- 佐賀県
  - 神埼市
- 福岡県
  - 久留米市
- 佐賀県
  - 神埼市
- 福岡県
  - 久留米市
- 佐賀県
  - 三養基郡みやき町
- 福岡県
  - 久留米市
- 佐賀県
  - 三養基郡みやき町

### 交差する道路
| 交差する道路                                                     | 都道府県名 | 市町村名 | 市町村名 | 交差する場所     | 交差する場所          |
| ---------------------------------------------------------------- | ---------- | -------- | -------- | ---------------- | --------------------- |
| 国道208号 国道444号 佐賀県道401号佐賀環状自転車道線 重複区間起点 | 佐賀県     | 佐賀市   | 佐賀市   | 諸富町大字諸富津 | 諸富橋西交差点 / 起点 |
| 佐賀県道401号佐賀環状自転車道線 重複区間終点                     | 佐賀県     | 佐賀市   | 佐賀市   | 諸富町大字徳富   | 徳富大橋交差点        |
| 佐賀県道・福岡県道20号佐賀大川線                                 | 福岡県     | 大川市   | 大川市   | 大字道海島       | 道海島交差点          |
| 国道385号                                                        | 佐賀県     | 神埼市   | 神埼市   | 千代田町迎島     |                       |
| 佐賀県道・福岡県道15号佐賀八女線                                 | 佐賀県     | 神埼市   | 神埼市   | 千代田町迎島     | 六五郎橋西交差点      |
| 佐賀県道・福岡県道133号坊所城島線                                | 福岡県     | 久留米市 | 久留米市 | 城島町下田       |                       |
| 佐賀県道・福岡県道138号西島筑邦線                                | 佐賀県     | 三養基郡 | みやき町 | 大字坂口         | 天建寺橋北交差点      |
| 国道264号                                                        | 佐賀県     | 三養基郡 | みやき町 | 大字西島         | 終点                  |

### 沿線
- 筑後川
- 味の素九州工場
- 大川市立道海島小学校
- 天建寺橋